# Valpelline (gemeente)
Valpelline is een gemeente in de Italiaanse regio Aostadal en telt 627 inwoners (31-12-2004). De oppervlakte bedraagt 31,4 km², de bevolkingsdichtheid is 20 inwoners per km².

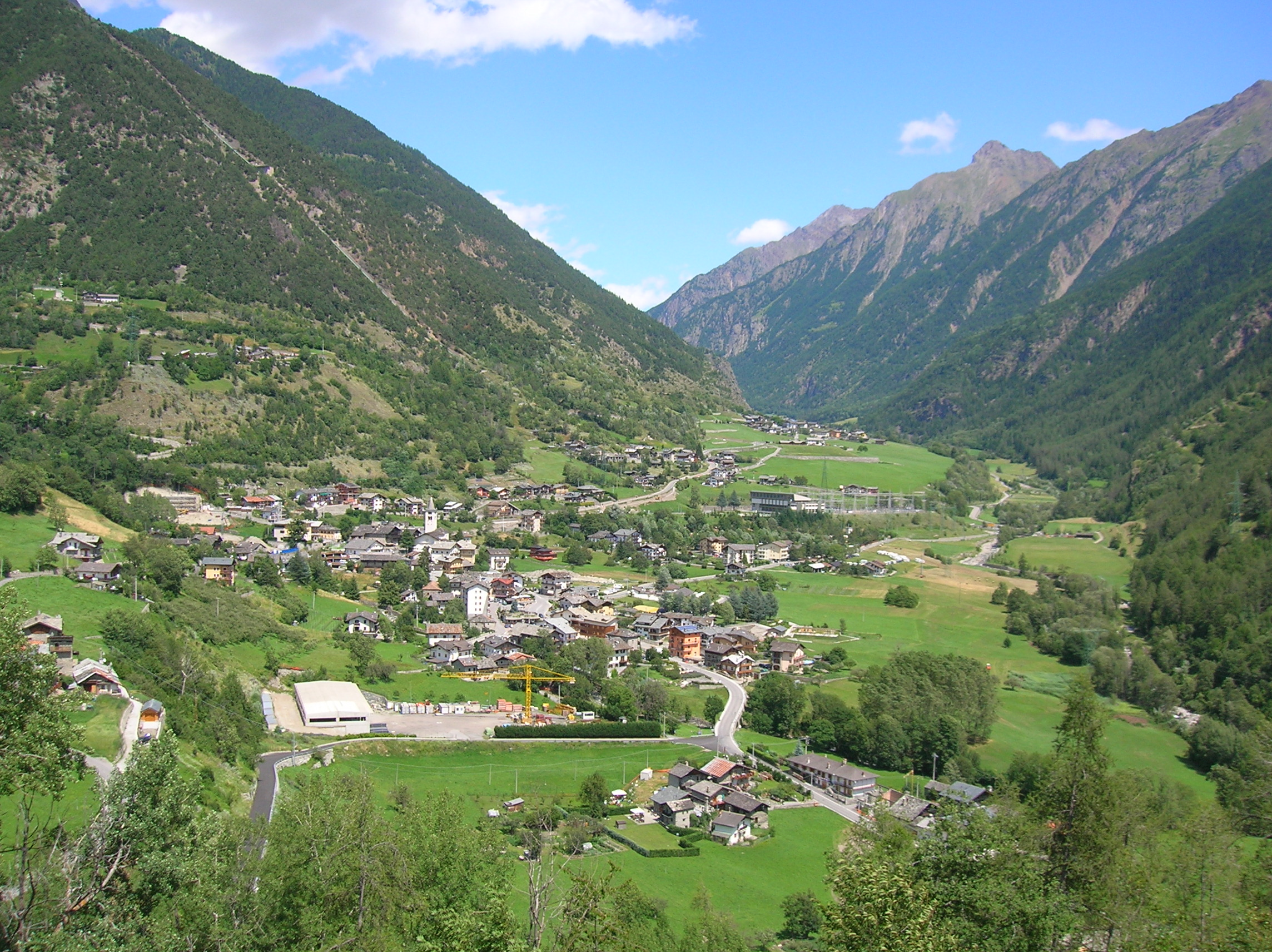
Valpelline
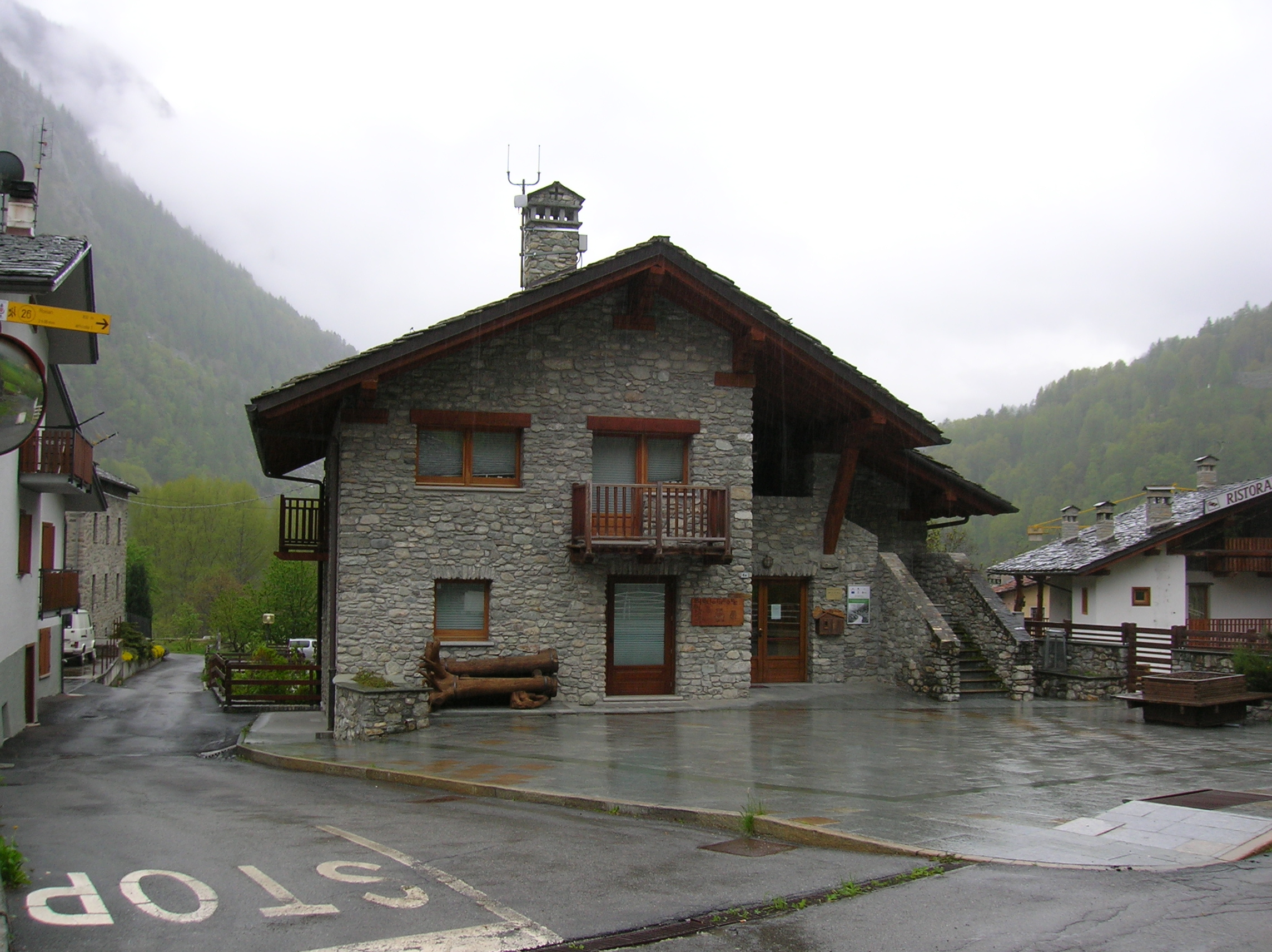
Bibliotheek abbé Joseph-Marie Henry

## Demografie
Valpelline telt ongeveer 284 huishoudens. Het aantal inwoners steeg in de periode 1991-2001 met 12,6% volgens cijfers uit de tienjaarlijkse volkstellingen van ISTAT.
| Jaar | Inwoneraantal |
| ---- | ------------- |
| 1991 | 533           |
| 2001 | 600           |

## Geografie
Valpelline grenst aan de volgende gemeenten: Doues, Ollomont, Oyace, Quart, Roisan, Saint-Christophe.
Allein · Antey-Saint-André · Aosta / Aoste · Arnad · Arvier · Avise · Ayas · Aymavilles · Bard · Bionaz · Brissogne · Brusson · Challand-Saint-Anselme · Challand-Saint-Victor · Chambave · Chamois · Champdepraz · Champorcher · Charvensod · Châtillon · Cogne · Courmayeur · Donnas · Doues · Émarèse · Étroubles · Fontainemore · Fénis · Gaby · Gignod · Gressan · Gressoney-La-Trinité · Gressoney-Saint-Jean · Hône · Introd · Issime · Issogne · Jovençan · La Magdeleine · La Salle · La Thuile · Lillianes · Montjovet · Morgex · Nus · Ollomont · Oyace · Perloz · Pollein · Pont-Saint-Martin · Pontboset · Pontey · Pré-Saint-Didier · Quart · Rhêmes-Notre-Dame · Rhêmes-Saint-Georges · Roisan · Saint-Christophe · Saint-Denis · Saint-Marcel · Saint-Nicolas · Saint-Oyen · Saint-Pierre · Saint-Rhémy-en-Bosses · Saint-Vincent · Sarre · Torgnon · Valgrisenche · Valpelline · Valsavarenche · Valtournenche · Verrayes · Verrès · Villeneuve